# Florence (Kansas)
Pour les articles homonymes, voir Florence (homonymie).
Florence est une ville du comté de Marion, situé dans le Kansas, aux États-Unis. En 2010 sa population était de 465 habitants.